# Guerrilla Games
Guerrilla B.V. (auch auftretend als: Guerrilla Games) ist ein in Amsterdam, Niederlande angesiedelter First-Party-Entwickler der Playstation-Studios-Gruppe. Die Firma wurde im Januar 2000 durch den Zusammenschluss von drei kleineren Entwicklerstudios als Lost Boys Games, eine Tochtergesellschaft des Multimedia-Konglomerats Lost Boys, gegründet. Lost Boys Games wurde im darauf folgenden Jahr unabhängig und zwei Jahre später ein Tochterunternehmen des neu gegründeten Medienunternehmens Media Republic. Dieses benannten das Studio in Guerrilla Games um, bevor es das Studio 2005 an Sony Interactive Entertainment weiterverkaufte. Guerrilla beschäftigte 2024 419 Mitarbeiter. Damit zählt Guerrilla zu den größten europäischen Videospielentwicklern. Die bekanntesten Arbeiten des Studios sind die Killzone- und Horizon-Spiele.

## Geschichte

### Lost Boys Games
Guerrilla ist das Resultat einer Fusion von drei niederländischen Entwicklerstudios: Orange Games, Digital Infinity und Formula Game Development. Die Gründung von Orange Games erfolgte 1993 durch Arjan Brussee, dem Co-Designer des Spieles Jazz Jackrabbit. Digital Infinity entstand 1995 durch Arnout van der Kamp und das dritte Spielstudio, Formula Game Development, wurde von Martin de Ronde 1998 gegründet. Die drei Studios wurden 1999 an das Multimedia-Konglomerat Lost Boys und dessen Inhaber Michiel Mol verkauft. Am 1. Januar 2000 fusionierten die drei Studios zu Lost Boys Games, einer Tochtergesellschaft der vorher vermerkten Lost Boys-Gruppe. Die neu gegründete Tochtergesellschaft unter Leitung von de Ronde beschäftigte zu Anfangs 25 Mitarbeiter und wuchs bis November 2000 auf 40 Mitarbeiter an. Hermen Hulst wurde im Folgejahr als neuer Geschäftsführer und Ersatz für de Ronde von einer Beratungsfirma abgeworben. Im Jahr 2001, als der Mutterkonzern Lost Boys mit der schwedischen Medienfirma IconMediaLab fusionierte, wurde Lost Boys Games als eigenständige Firma ausgegründet, die im Besitz von Michiel Mol verblieb.
Lost Boys Games begann zunächst mit der Entwicklung eines selbst entworfenen Spiels für die tragbare Konsole Game Boy Color. Das Studio musste jedoch feststellen, dass Publisher in diesem Zeitraum Spiele bevorzugten, die bekannte und lizenzierbare Charaktere enthielten. Da das Studio sein Konzept nicht auf eine Franchiselizenz anpassen wollte, gelang es nicht, einen Verleger für den Titel zu finden. Stattdessen ging Lost Boys Games zu Auftragsprojekten über und entwickelte die vier Handheld-Spiele Dizzy’s Candy Quest (Game Boy Color, 2001), Rhino Rumble (Game Boy Color, 2002), Black Belt Challenge (Game Boy Advance, 2002) und Invader (Game Boy Advance, 2002). Die beiden Spiele für den GBA wurden dabei von Xicat Interactive vertrieben. Mol gründete später ein neues Medienunternehmen, Media Republic, das 2003 75 % von Lost Boys Games erwarb. Kurz nach der Akquisition im Juli 2003 wurde Lost Boys Games in Guerrilla umbenannt, um den Stil der neuen Muttergesellschaft widerzuspiegeln.

### Killzone und Übernahme durch Sony
Der Entwickler begann bald mit der Arbeit an zwei neuen Titeln: Killzone (in Entwicklung für Sony Computer Entertainment und die PlayStation 2) und Shellshock: Nam ’67 (In Entwicklung für Eidos Interactive für die PlayStation 2, Xbox und Microsoft Windows). Beide Titel wurden im darauffolgenden Jahr mit gemischtem Erfolg veröffentlicht, wobei sich Shellshock: Nam ’67 und Killzone in weltweiten Umsätzen von ca. 900.000 bzw. mehr als einer Million verkauften Einheiten niederschlugen. Dies sicherte Killzone einen Platz in den Greatest-Hits- und Platinum-Programmen von Sony in Nordamerika bzw. Europa. Guerrilla unterzeichnete im März 2004 eine exklusive Entwicklungsvereinbarung mit Sony Computer Entertainment, welche zukünftige Entwicklungszyklen komplett auf Sonys Konsolen ausrichten würde, z. B die PlayStation 2, PlayStation Portable und PlayStation 3.
Ende 2005 hatten viele Unternehmen wie Eidos Interactive ein Auge auf den Kauf von Guerrilla geworfen, den Zuschlag erhielt schließlich Sony und kaufte Guerrilla im Dezember 2005 auf. Guerrilla veröffentlichte daraufhin Killzone: Liberation für die PlayStation Portable im Oktober 2006, Killzone 2 für die PlayStation 3 im Februar 2009 und Killzone 3 für die PlayStation 3 im Februar 2011.
Im Januar 2012 strukturierte Sony seine britischen Entwicklerstudios neu. In dem Zuge wurde das Studio Cambridge Guerrilla Games zugeordnet, um an einem Killzone-Ableger für die PlayStation Vita zu arbeiten. Im selben Jahr erfolgte auch die Umbenennung von Studio Cambridge in Guerrilla Cambridge. Im Februar 2012 verließ der Mitbegründer Brussee das Studio, um sich Visceral Games anzuschließen. Der von Guerrilla Cambridge entwickelte Handheld-Titel Killzone: Mercenary erschien im September 2013. Trotz wohlmeinender Kritiken litten die Verkäufe unter der geringen Verbreitung der PlayStation Vita.

### Neue Marke mit Horizon Zero Dawn
Während der E3-Konferenz 2015 enthüllte Guerrilla eine neue, selbst entwickelte Spielemarke mit dem Titel Horizon Zero Dawn, die als „postapokalyptisches Open-World Action-Rollenspiel“ beschrieben wurde. Es folgt „der Geschichte von Aloy, die in einer von Maschinen überrannten Welt lebt und versucht durch mehrere Länder auf der Suche nach der Vergangenheit zu reisen.“ Es erschien 2017 für die PlayStation 4. Horizon Zero Dawn stieß landläufig auf positive Resonanz von Rezensenten und Kunden. Eine Erweiterung, The Frozen Wilds, wurde im November 2017 veröffentlicht. Bis Februar 2018 wurden über 7,6 Millionen Exemplare verkauft, ein Jahr später waren es bereits über zehn Millionen, was das Spiel zu einem der meistverkauften PlayStation4-Spiele macht.
Guerrilla Cambridge entwickelte zwischenzeitlich einen Launchtitel für Sonys Virtual-Reality-Brille PlayStation VR. RIGS: Mechanized Combat League erschien im Oktober 2016 und erhielt ebenfalls gute Kritiken, doch ähnlich wie bei Killzone: Mercenary beschränkte die geringe Verbreitung der Hardware den Verkaufserfolg. Drei Monate nach Erscheinen, im Januar 2014, kündigte Sony die Schließung von Guerrilla Cambridge an.
Im Juni 2018 beschäftigte Guerrilla 250 Mitarbeiter in seinen Amsterdamer Büros. Für Anfang 2019 war ein Umzug in das ehemalige De-Telegraaf-Verlagshaus an der Nieuwezijds Voorburgwal geplant, mit diesem Platzgewinn wolle man in den nächsten Jahren auf ca. 400 Mitarbeiter anwachsen. Im November 2019 wurde Hulst zum Präsidenten der PlayStation Studios ernannt und Angie Smets, Jan-Bart van Beek und Michiel van der Leeuw wurden an seiner Stelle gemeinsame Studiodirektoren. Im März 2020 bestätigte Hermen Hulst in einem Interview, dass Horizon Zero Dawn eine PC-Portierung erhalten würde. Die PC-Version wurde am 7. August 2020 veröffentlicht.
Das nächste Spiel in Entwicklung, Horizon Forbidden West, wurde erstmals auf dem PS5 Future of Gaming-Event 2020 am 11. Juni 2020 enthüllt. Es ist eine Fortsetzung von Horizon Zero Dawn und wurde am 18. Februar 2022 veröffentlicht. Im August 2020 zog Guerrilla Games in seine neuen Studioräume ein. Am 4. Januar 2022 gaben Guerrilla und Firesprite bekannt, dass ein neues Horizon-Spiel für PlayStation VR2 mit dem Titel Horizon Call of the Mountain in Entwicklung ist, dieses wurde am 22. Februar 2023 veröffentlicht.  Im Dezember 2022 gab Sony bekannt, dass eine Erweiterung für Horizon Forbidden West mit dem Titel Burning Shores am 19. April 2023 für die PlayStation 5 erscheinen wird.
Im April 2023 gab Guerrilla Games mehrere Änderungen in der Studioleitung bekannt. Co-Studiodirektorin Angie Smets verließ das Studio, um neue Leiterin der Entwicklungsstrategie bei PlayStation Studios zu werden, während Co-Studiodirektor Michiel van der Leeuw seine Rolle wechselte, um sich auf die Weiterentwicklung der Decima-Engine zu konzentrieren. Im Zuge dieser Veränderungen traten Joel Eschler und Hella Schmidt an die Seite von Jan-Bart van Beek als neue Studiodirektoren.

## Technologie
Guerrilla verwendet für ihre Spiele die Decima-Engine, die eine Eigenentwicklung des Studios ist. Die Decima-Engine wird auch von anderen Entwicklern verwendet, z. B. von Kojima Productions, die sie für Death Stranding und seine Fortsetzung nutzen. Im April 2023 gab Guerrilla Games bekannt, dass sich der technische Leiter des Studios, Michiel van der Leeuw, auf die Entwicklung der Engine konzentrieren wird.

## Entwickelte Spiele

### Als Lost Boys Games
| Jahr | Titel                | Plattform(en)    |
| ---- | -------------------- | ---------------- |
| 2001 | Dizzy’s Candy Quest  | Game Boy Color   |
| 2002 | Rhino Rumble         | Game Boy Color   |
| 2002 | Black Belt Challenge | Game Boy Advance |
| 2002 | Invader              | Game Boy Advance |

### Als Guerrilla Games
| Jahr | Titel                          | Plattform(en)                         | Anmerkungen                              |
| ---- | ------------------------------ | ------------------------------------- | ---------------------------------------- |
| 2004 | Shellshock: Nam ’67            | PlayStation 2, Windows, Xbox          |                                          |
| 2004 | Killzone                       | PlayStation 2                         |                                          |
| 2006 | Killzone: Liberation           | PlayStation Portable                  |                                          |
| 2009 | Killzone 2                     | PlayStation 3                         |                                          |
| 2011 | Killzone 3                     | PlayStation 3                         |                                          |
| 2013 | Killzone Shadow Fall           | PlayStation 4                         |                                          |
| 2013 | Killzone: Mercenary            | PlayStation Vita                      | Entwickelt von Guerrilla Cambridge       |
| 2016 | RIGS: Mechanized Combat League | PlayStation 4                         | VR-Titel von Guerrilla Cambridge         |
| 2017 | Horizon Zero Dawn              | PlayStation 4, Windows                |                                          |
| 2022 | Horizon Forbidden West         | PlayStation 4, PlayStation 5, Windows |                                          |
| 2023 | Horizon Call of the Mountain   | PlayStation 5                         | Entwickelt in Kooperation mit Firesprite |
| TBA  | Horizon-Online-Projekt         | TBA                                   | [ 45 ]                                   |
| TBA  | Unbenanntes Horizon-Projekt    | TBA                                   | [ 43 ]                                   |

## Belege
1. ↑  Guerrilla | LinkedIn. Archiviert vom Original (nicht mehr online verfügbar) am 1. März 2024; abgerufen am 1. März 2024 (englisch).
2. 1 2 3 4 5 6  Hasan Ali Almaci: Studio Profile: Guerrilla Games, Page 1 of 3. In: Gamasutra. 9. Mai 2011, archiviert vom Original am 29. Dezember 2017; abgerufen am 29. September 2019 (englisch).
3. 1 2  Niels 't Hooft:  Het bloed en de shotgun voorbij (deutsch: Jenseits des Blutes und der Schrotflinte) In: NRC Handelsblad, 17. Juli 1999 (niederländisch).
4. ↑  Bas Hakker: Droombaan: gameontwikkelaar Arjan Brussee (43). (deutsch: Dream job: game developer Arjan Brussee (43)). In: Intermediair. 27. Januar 2016, abgerufen am 29. September 2019 (niederländisch).
5. 1 2 3  Eylem Culculoglu: The Man Behind Killzone. In: Startup Magazine. 12. Juni 2011, archiviert vom Original (nicht mehr online verfügbar) am 2. Juni 2012; abgerufen am 29. September 2019 (englisch).
6. 1 2  Ben Kuiken, Robert Mulders: Software is king. In: MT.nl. 2003 (niederländisch).
7. 1 2  Game-industrie zoekt jong ontwerptalent. (deutsch: Spieleindustrie sucht nach jungen Designtalenten). In: Computable. 1. November 2000 (niederländisch).
8. ↑  Lost Boys and Sony Hook Up for PS2. (deutsch: Lost Boys und Sony kooperieren für PS2). In: IGN. 1. September 2000, abgerufen am 29. September 2019 (englisch).
9. ↑  Arjan Terpstra:  Tien jaar knallen. Hoe doet Guerilla dat? (deutsch: Zehn Jahre Ballerei. Wie macht Guerilla das?) In: NRC Handelsblad, 11. November 2014 (niederländisch).
10. ↑  Spaceman: in conversation with Michiel Mol. The Player International, 30. November 2011, abgerufen am 1. März 2024 (englisch).
11. ↑  Max Lake: Lost Boys Games Find Publisher in Xicat. In: Nintendo World Report. 5. November 2001 (englisch).
12. 1 2  Rob van Leeuwen: Hollands Glorie – Killzone. (deutsch: Dutch Glory – Killzone). In: MT.nl. 15. Juli 2011 (niederländisch).
13. ↑  Justin Calvert: Lost Boys find Guerrilla. In: GameSpot. 16. Juli 2003, archiviert vom Original am 2. August 2003 (englisch).
14. ↑  Tom Lenting: Gamegeschiedenis van Nederland 1978–2018. Karel van Mander Academy, 2019, ISBN 978-90-90-31716-8, S. 46–47 (niederländisch).
15. ↑  Arjan Terpstra: Killzone Visual Design: Celebrating 15 Years of Killzone. Cook & Becker, 2016, ISBN 978-90-824576-0-5 (englisch).
16. ↑  Patrick Garratt: Eidos on the brink as investors flee sinking ship. In: Eurogamer. 10. März 2005, abgerufen am 1. März 2024 (englisch).
17. ↑  David Jenkins: Sony Sign Guerrilla Exclusivity Deal. In: Gamasutra. 23. März 2004, archiviert vom Original am 29. September 2019; abgerufen am 1. März 2024 (englisch).  Info: Der Archivlink wurde automatisch eingesetzt und noch nicht geprüft. Bitte prüfe Original- und Archivlink gemäß Anleitung und entferne dann diesen Hinweis.
18. 1 2  Simon Carless: Sony Acquires Guerrilla Games. In: Game Developer. 7. Dezember 2005, abgerufen am 1. März 2024 (englisch).
19. ↑  Hasan Ali Almaci: Studio Profile: Guerrilla Games, Page 3 of 3. In: Gamasutra. 9. Mai 2011, abgerufen am 29. September 2019 (englisch).
20. ↑  Tom Lenting: Guerrilla Games – een kleine geschiedenis van de grootste gameontwikkelaar uit Nederland. Karel van Mander Academy, 2020, ISBN 978-90-90-32882-9 (niederländisch).
21. ↑  Dan Pearson: Sony closing BigBig Studios, restructuring Cambridge. In: Gamesindustry.biz. 10. Januar 2012, abgerufen am 21. April 2024 (englisch).
22. ↑  Victor Zuylen: Happy holidays from Guerrilla! In: PlayStation Blog. 24. Dezember 2012, abgerufen am 16. Februar 2024 (englisch).
23. ↑  Megan Farokhmanesh: Horizon Zero Dawn aims to fill the open-world gap between GTA and Skyrim. In: Polygon. Vox Media, 24. Juni 2015 (englisch).
24. ↑  Eddie Makuch: Horizon: Zero Dawn Goes Gold. In: GameSpot. CBS Interactive, 31. Januar 2017 (englisch).
25. ↑  Horizon: Zero Dawn PlayStation 4. In: Metacritic. CBS Interactive (englisch).
26. ↑  Sam Loveridge: Horizon Zero Dawn: Frozen Wild's new skill tree is focused on making your mount more useful. In: GamesRadar. 1. November 2017 (englisch).
27. ↑  Stephany Nunneley: Horizon Zero Dawn has sold over 7.6 million units, celebrates first anniversary with goodies. In: VG247. 28. Februar 2018 (englisch).
28. ↑  Hermen Hulst: Horizon Zero Dawn Celebrates Second Anniversary, 10 Million Copies Sold Worldwide. In: PlayStation Blog. 28. Februar 2019 (englisch).
29. ↑  Sony closes Guerrilla Cambridge video games studio. In: BBC News. 12. Januar 2017 (bbc.com [abgerufen am 21. April 2024]).
30. ↑  Herman Stil: Oud-Telegraafgebouw wordt uitvalsbasis Guerrilla Games. (deutsch: The Oud-Telegraaf building becomes the Guerrilla Games base). In: Het Parool. 18. Juli 2018, abgerufen am 29. September 2019 (niederländisch).
31. ↑  Christopher Dring: Guerrilla Games' Hermen Hulst is PlayStation's new head of Worldwide Studios. In: GamesIndustry.biz. 7. November 2019, abgerufen am 7. November 2019 (englisch).
32. ↑  Monica Chin: Sony confirms Horizon Zero Dawn is coming to PC. In: The Verge. 10. März 2020, abgerufen am 15. Juni 2020 (englisch).
33. ↑  Chris Welch: Sony's PS4 hit Horizon Zero Dawn is coming to PC on August 7th. In: The Verge. 3. Juli 2020, abgerufen am 3. Juli 2020 (englisch).
34. ↑  Samit Sarkar: Horizon Forbidden West announced for PS5. In: Polygon. Vox Media, 11. Juni 2020, abgerufen am 11. Juni 2020 (englisch).
35. ↑  Samuel Tolbert: Some high-quality Horizon Forbidden West screenshots show underwater environments and more on PS5. In: Android Central. 12. Juni 2020, abgerufen am 14. Juni 2020 (englisch).
36. ↑  Jonathon Dornbush: Horizon 2: Forbidden West Announced for PS5. In: IGN. Ziff Davis, 11. Juni 2020, abgerufen am 11. Juni 2020 (englisch).
37. ↑  Samit Sarkar: Horizon Forbidden West launching in February 2022. In: Polygon. 25. August 2021, abgerufen am 25. August 2021 (englisch).
38. ↑  Igor Bonifacic: 'Horizon Forbidden West' is also coming to PS4. In: Engadget. 16. September 2020, abgerufen am 16. September 2020 (englisch).
39. ↑  Chaim Gartenberg: Horizon Forbidden West aiming for a 2021 launch on PS5. In: The Verge. 17. Juni 2020, abgerufen am 17. Juni 2020 (englisch).
40. ↑  Sammy Barker: Random: Guerrilla Games Moved into Its New Office, And Raised a Flag in Dramatic Fashion. In: Pushsquare. 6. August 2020, abgerufen am 7. August 2020 (englisch).
41. ↑  Horizon Call of the Mountain Will Release Alongside PS VR2, Out February. 16. November 2022, abgerufen am 1. März 2024 (englisch).
42. ↑  Sal Romano: Horizon Forbidden West DLC 'Burning Shores' announced for PS5. 8. Dezember 2022, abgerufen am 8. Dezember 2022 (englisch).
43. 1 2 3  A message from Guerrilla studio management. 24. April 2023, abgerufen am 24. April 2023 (englisch).
44. ↑  Len Mariken Maessen: Why Guerrilla Games stubbornly built its amazing game engine from scratch. In: The Next Web. 21. Januar 2019, abgerufen am 29. September 2019 (englisch).
45. ↑  Matt Wales:  Guerrilla Games makes its rumoured Horizon online project official In: Eurogamer.net, 16. Dezember 2022 (englisch).